# Anna Fougez
Anna Fougez, nom de scène de Maria Annina Laganà Pappacena, née le 9 juillet 1894 à Tarente et morte le 11 septembre 1966 à Santa Marinella, est une actrice et sciantosa italienne.

## Biographie
Née à Tarente, Anna Fougez devient orpheline à 6 ans et est adoptée par sa tante. Enfant prodige, à huit ans elle débute comme sciantosa de café-chantant. À 9 ans, elle est déjà une vedette et se produit comme sciantosa de canzone napoletana à Milan, Paris et Naples. Elle adopte son nom de scène en hommage à la chanteuse française Eugénie Fougère,,. 
Alors qu'à cette époque le succès des artistes de variétés est en général bref et éphémère, Fougez reste une véritable diva pendant plusieurs décennies et est l'artiste italienne la mieux payée de son époque,. Les raisons de son succès découlent de sa capacité à choisir son répertoire et à l'adapter à sa silhouette, sa beauté particulière, plus élégante et très différente des autres actrices de son temps, sa capacité à interagir facilement avec le public et ses costumes particuliers qu'elle crée elle-même et qui influencent la mode italienne de l'époque,. Elle entretient également de bonnes relations avec le fascisme et, peu avant la marche sur Rome, compose et interprète devant Benito Mussolini la chanson Fox-trot di Mussolini.
Entre la deuxième moitié des années 1910 et le début des années 1920, Fougez joue dans de nombreux films à succès muets. En 1928, avec son deuxième mari, le danseur français René Thano, elle crée sa société de music-hall, « Grande rivista italiana ». En 1931, elle écrit ses mémoires, Il mondo parla ed io passo. En 1940, elle prend sa retraite,.

## Filmographie

### Actrice
- 1916 : Le avventure di Colette de R. Savarese
- 1919 : La vita e la leggenda de Gustavo Serena
- 1919 : L'immagine dell'altra de Gustavo Serena
- 1919 : L'ultima recita di Anna Parnell de Gustavo Serena
- 1919 : Diana Sorel de Gustavo Serena
- 1920 : L'oltraggio
- 1921 : Fiore selvaggio de Gustavo Serena
- 1921 : Senza colpa de Gustavo Serena
- 1922 : Il fallo dell'istitutrice de Gustavo Serena

### Scénariste
- 1921 : Fiore selvaggio, de Gustavo Serena